# Cabernet Sauvignon

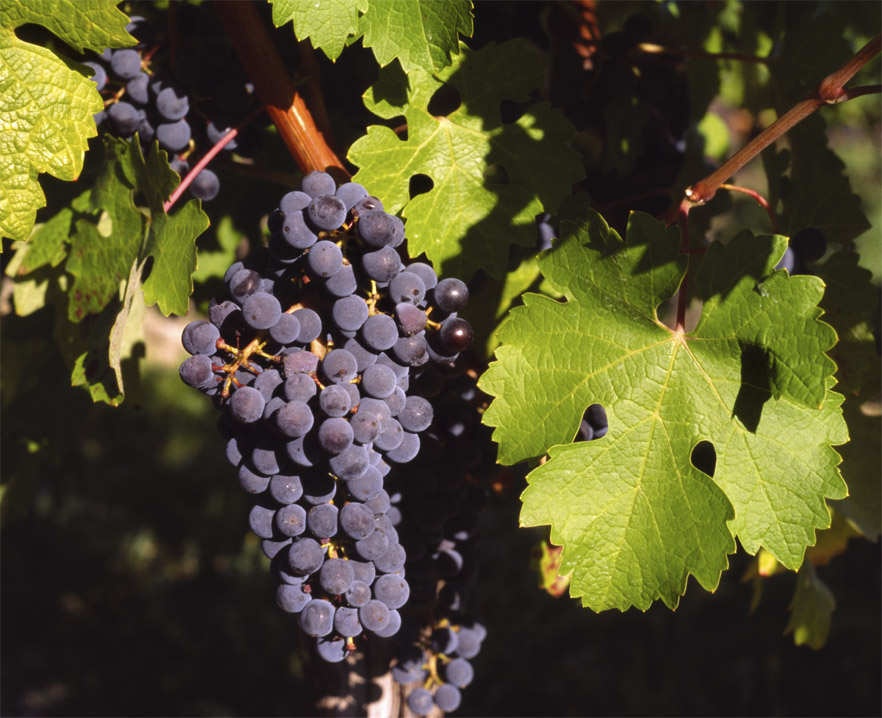
Cabernet sauvignon-druif

Cabernet Sauvignon is een blauwe druivensoort die wordt gebruikt voor wijnproductie. DNA onderzoek uitgevoerd in Californië in 1997 bevestigde dat Cabernet Sauvignon ontstaan is door een genetische kruising van de Cabernet Franc en Sauvignon Blanc.
Cabernet Sauvignon is meestal lang houdbaar, het bevat tannines en rijpt veelal in eiken vaten. Dankzij moderne vinificatietechnieken zijn eveneens jonge wijnen al snel drinkbaar. In het algemeen heeft de wijn een hoog fenolengehalte.
De Cabernet Sauvignon is een populaire druif en geeft een volle smaak en een donkere kleur. Het is de meest gebruikte druif voor rode wijn. De wijn van deze druif wordt als complexer en minder toegankelijk dan de eveneens erg populaire Merlot beschouwd. Het rijpingsproces is zeer belangrijk.
De oorsprong van de dit ras ligt in de Médoc, in de Franse Bordeaux-streek, maar tegenwoordig wordt ze op veel plaatsen verbouwd, bijvoorbeeld ook in de Côtes de Gascogne en buiten Frankrijk in Midden-Europa, Californië, Australië, Zuid-Afrika en Chili.
De wijn van deze druif wordt vaak gemengd met andere soorten, zoals de Merlot en de Cabernet Franc, naar het voorbeeld van de Médoc-wijnen.

## Synoniemen[2]
- Bidoure
- Bordaoux
- Bordeaux
- Bordo
- Bouche
- Bouschet sauvignon
- Breton
- Burdeos tinto
- Caberne
- Cabernet petit
- Cabernet piccolo
- Cabernet sauvigon CL. R5
- Carbonet
- Carbouet
- Castet
- Dzanati
- Enfin
- Epicier noir
- Kaberne sivinjon
- Kabernet sovinjon
- Lafet
- Lafit
- Lafite
- Marchoupet
- Menut
- Navarre
- Petit bouchet
- Petit bouschet
- Petit cabernet
- Petit vidure
- Petit-bouchet
- Petite parde
- Petite vidure
- Sauvignon
- Sauvignon rouge
- Sauvignonne
- Vaucluse
- Veron
- Vidure
- Vidure petite
- Vidure sauvignon
- Vidure sauvignonne